# حبيل السبحة (حبيل جبر)

تعديل مصدري - تعديل

حبيل السبحة هي إحدى قرى عزلة حبيل جبر بمديرية حبيل جبر التابعة لمحافظة لحج، بلغ تعداد سكانها 721 نسمة حسب تعداد اليمن لعام 2004.